# Darangen

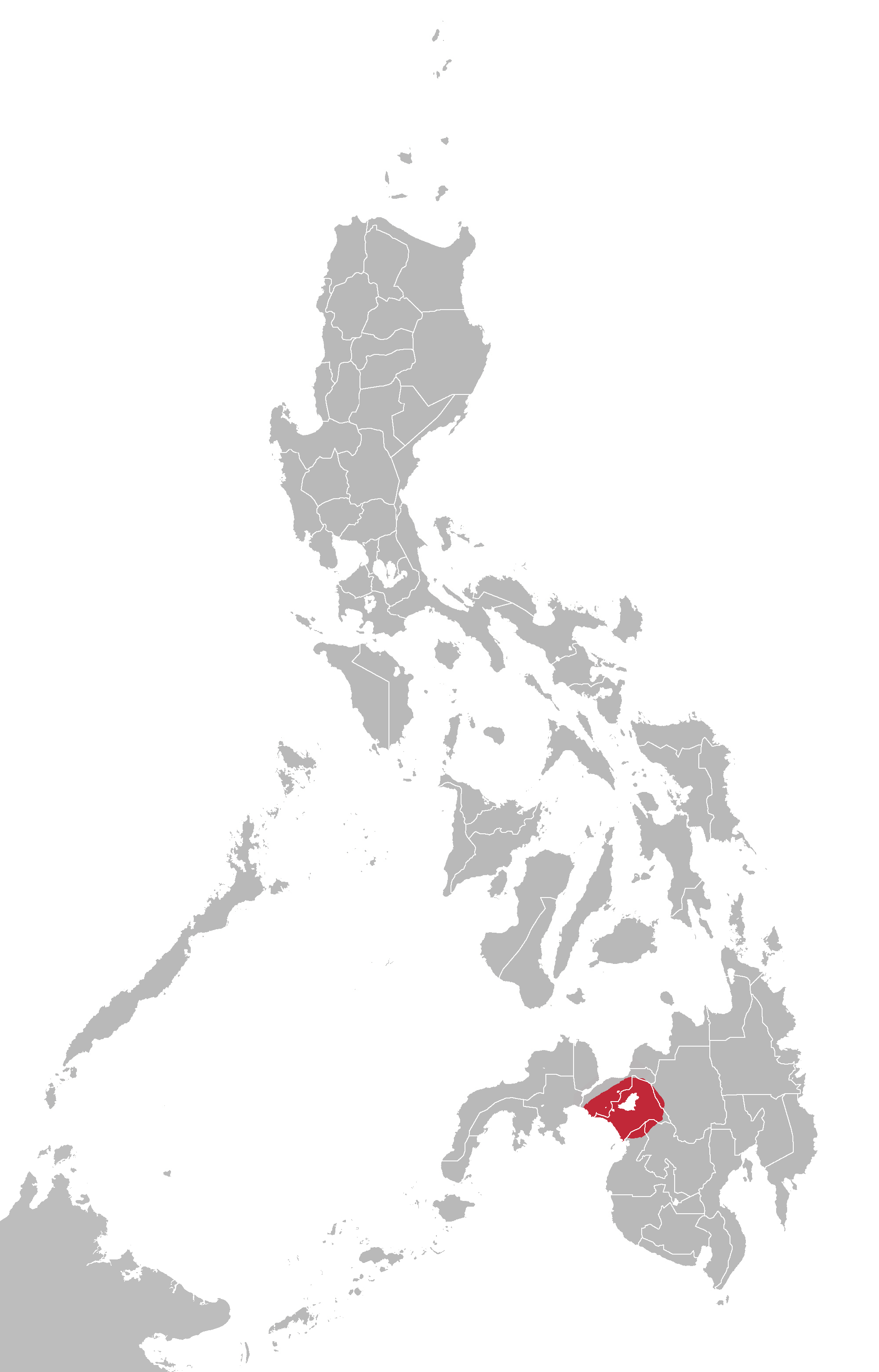
Situation du peuple Maranao, aux Philippines

Aux Philippines, le Darangen désigne une épopée. Fondant la culture du peuple Maranao, groupe ethnique philippin musulman, elle compte dix-sept cycles et environ 72 000 vers. En 2008, à la suite d'une décision de l'Unesco, le Darangen est inscrit sur la liste représentative du patrimoine culturel immatériel de l'humanité. 

## Contenu
L'épopée du Darangen est chantée par le peuple Maranao, établi près du lac Lanao, à Mindanao. Son nom signifie « raconter en chantant ». Elle contient dix-sept cycles et près de 72 000 vers et traite de la vie et de la mort, de la séduction, de l'amour et de la politique. Des épisodes de l'histoire des Maranao sont racontés et des héros sont mis en scène. Elle contient aussi des codes de droit coutumier et porte des valeurs éthiques et des principes esthétiques.

## Transmission
Cette épopée existe avant l'islamisation des Philippines, au quatorzième siècle. Répandue dans la totalité de l'île de Mindanao, elle s'inspire de la tradition épique sanscrite. Elle se transmet avant tout à l'oral, bien que certains passages soient consignés à l'écrit, dans une ancienne écriture arabe. Le Darangen se chante à l'occasion de mariages, par des interprètes, masculins ou féminins, spécialement formés. La récitation peut durer plusieurs nuits, elle s'accompagne parfois de musique et de danse. Pendant l'époque contemporaine, le darangen est en déclin : son vocabulaire et la langue employée, archaïque, ne sont compris que par une minorité de personnes (praticiens, anciens et érudits). Une autre raison du déclin que donne la description officielle de l'Unesco est la standardisation des modes de vie. D'après un article du Washington Post, l'Etat islamique cherche à détruire les archives des Maranao, dont le Darangen. ¨Plusieurs initiatives, comme Grupo Kalinangan, tentent de préserver ces textes.

## Intégration du patrimoine culturel immatériel
En 2008, cette œuvre est inscrite sur la liste représentative du patrimoine culturel immatériel de l'humanité par décision de l'Unesco, qui, dans sa description officielle, énumère les qualités requises pour les interprètes. La mémoire, les capacités d'improvisation, la connaissance de la généalogie et du droit coutumier, l'imagination et les qualités poétiques, ainsi que des aptitudes en chant et le fait de savoir captiver son auditoire sont ainsi listés. 